# 健諾生化
健諾國際生化科技藥業有限公司，簡稱健諾國際生化科技藥業、健諾國際生化科技、健諾國際生化，以及健諾生化（英語：Kinetana International Biotech Pharma Limited，港交所除牌時8031.HK），是一間曾在香港上市醫藥公司，1987年，在加拿大註冊Kinetana lnc.，曾經營生物製藥技術開發業務。
在2002年於港交所創業板上市，但由於長期經營虧損，加上董事局已先後離任，於是被港交所停牌，直至2006年9月初，由於未能提供復牌建議，在2006年9月1日按《香港联合交易所有限公司创业板证券上市规则》第9.14条的规定，在09:00取消上市。

## 外部連結
- 健諾生化 WEBB-SITE.COM